# Кристатиця
Криста́тиця (болг. Кръстатица) — село в Смолянській області Болгарії. Входить до складу общини Баніте.

## Населення
За даними перепису населення 2011 року у селі проживали 75 осіб, з них 71 особа (98,6%) — болгари.
Розподіл населення за віком у 2011 році:
Динаміка населення: